# Craugastor galacticorhinus
Craugastor galacticorhinus es una especie de anfibio anuro de la familia Craugastoridae.

## Distribución geográfica
Esta especie es endémica del estado de Puebla en México. Habita a una altitud de 2155 m en la Sierra Negra.

## Publicación original
- Canseco-Márquez & Smith, 2004 : A diminutive species of Eleutherodactylus (Anura: Leptodactylidae), of the Alfredi group, from the Sierra Negra of Puebla, Mexico. Herpetologica, vol. 60, n.º 3, p. 358-363[5]